# Горна Биркова
Горна Биркова е село в Южна България. То се намира в община Велинград, област Пазарджик.

## География
Село Горна Биркова се намира в планински район. Образувано е от Горна Биркова, Кундьова и Шондрова (от с. Цветино) на 26 декември 1978 г.

## История
След Руско-турската война и Съединението на България населението на бабешките колиби намалява. През 1887 година Христо Попконстантинов обнародва статистика за броя на домакинствата в бабешките колиби, в която съставната на Горна Биркова махала Шондрови колиби е посочена като селище с 15-16 помашки семейства.